# Шверт

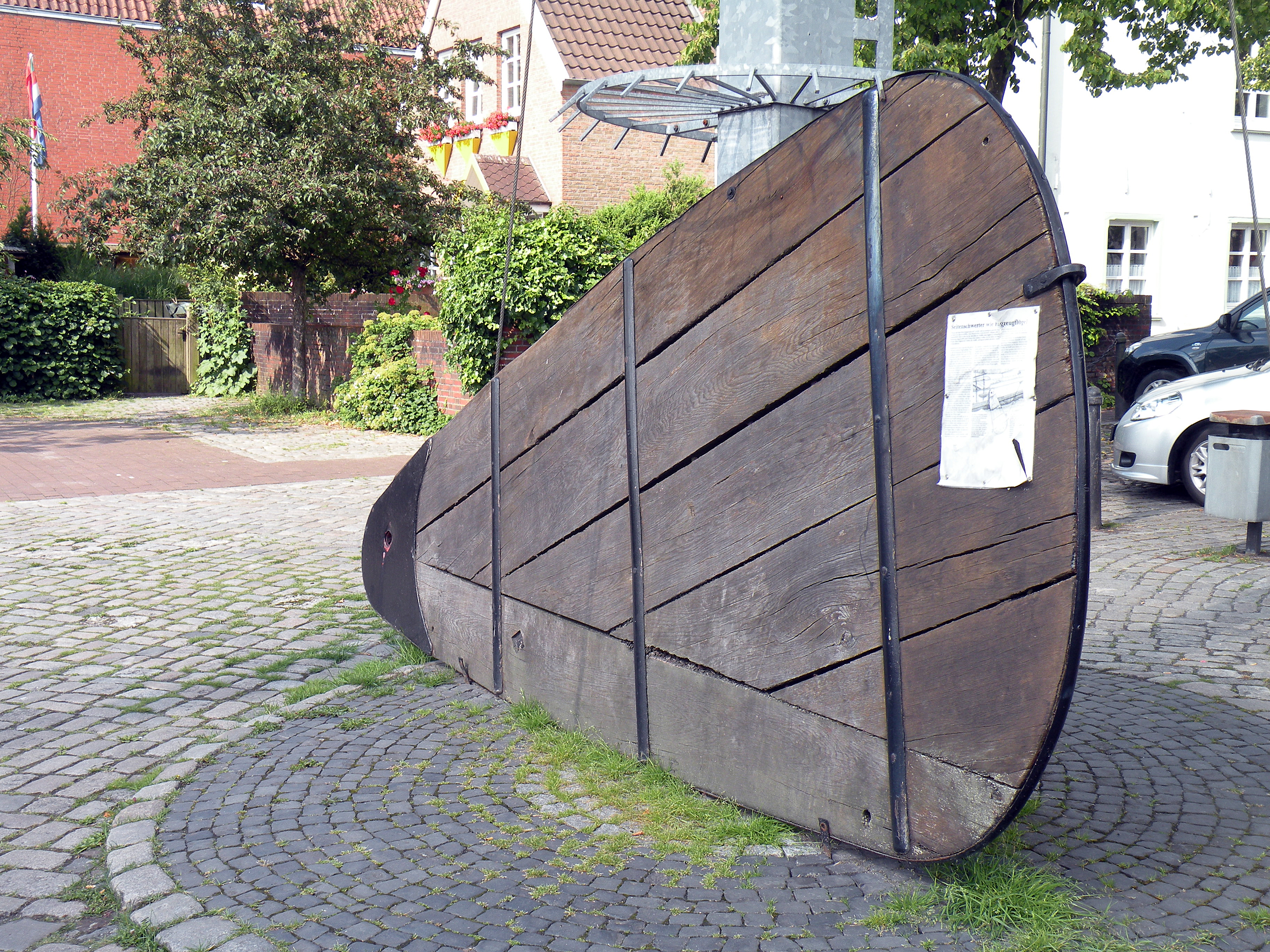
Шверт каботажного вітрильного судна

Шверт (нім. Schwert — «меч») — висувний плавник, одна або дві вертикальні пластини, виготовлені зі сталі, дерева або склотекстоліту встановлені паралельно напрямку руху на шверхботах для зменшення дрейфу або послуговуванням дрейфу в своїх інтересах. Яхта, оснащена швертом, яка не має баластного кіля, називається швертботом.

Судно, особливо вітрильне, зносить під вітер на будь-яких курсах відносно вітру, особливо сильно на гострих курсах, при русі в лавіровку — зигзагом проти вітру. При русі курсом, що збігається з напрямком вітру, шверт зазвичай піднімають. Піднімання шверта також дозволяє судну проходити по мілководдю або приставати до необладнаного берега.
Піднімаючи або опускаючи шверт, можна в певній мірі керувати центруванням судна.

## Конструкція шверта
Шверт зазвичай встановлюють у спеціальному водонепроникному колодязі, що піднімається вище рівня ватерлінії в діаметральній площині судна.
За своєю конструкцією шверти бувають кинджальними або поворотними. Шверт кинджального типу вставляють у швертовий колодязь, як меч у піхви (походження назви). Поворотний шверт закріплений на горизонтальній осі так, що при зустрічі з перешкодою він відкидається назад і вгору, що знижує ризик ушкодження.
Зазвичай шверт опускається вниз під дією власної ваги, а для його підйому встановлюють спеціальну снасть, звану шверт-талем.

## Шверт і баластний кіль

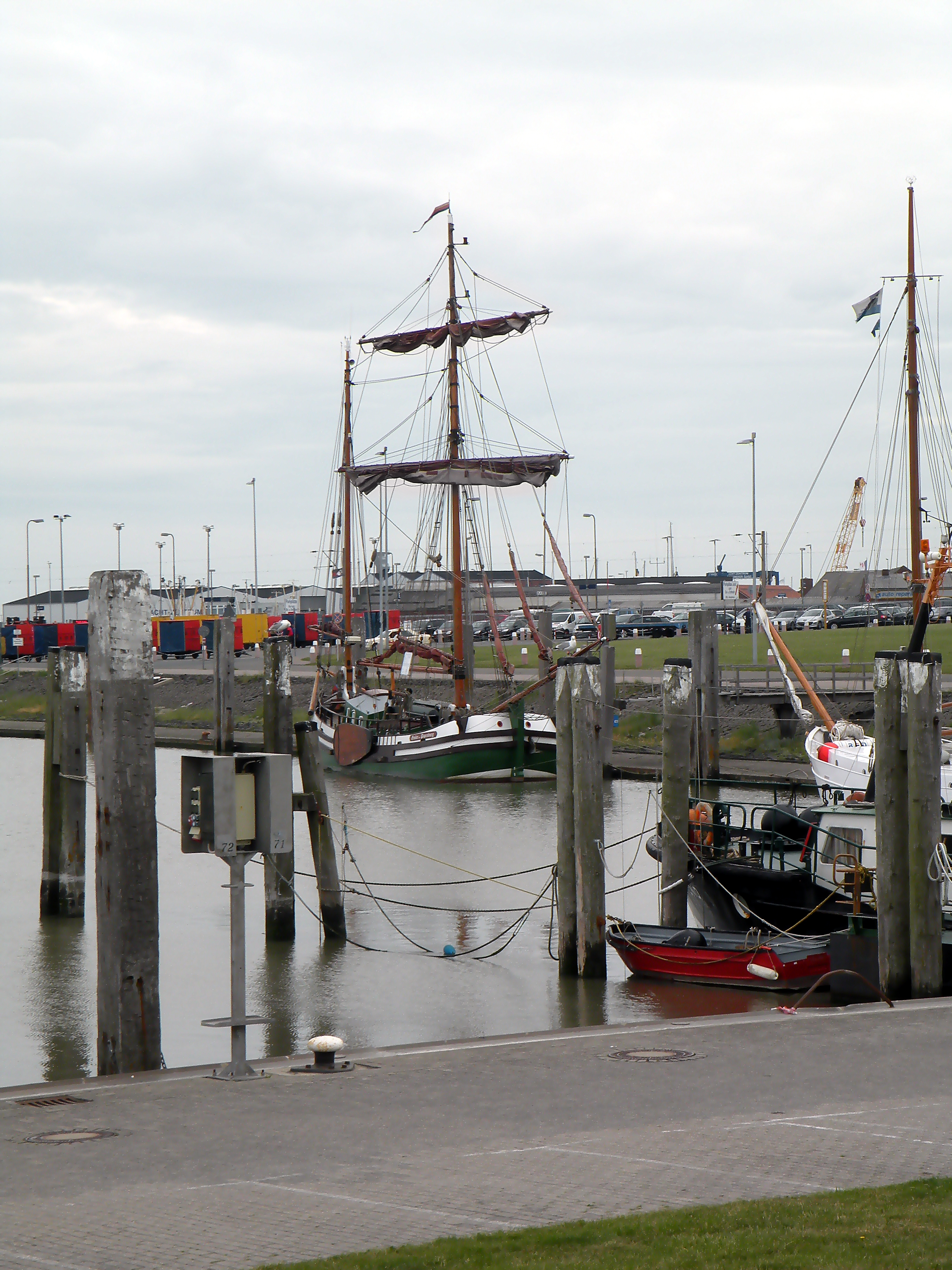
Риболовецьке вітрильне судно з шверцями. Північне море, 2011 рік

Яхти, що мають невеликий баластний кіль, з якого висувається власне шверт, називаються компромісами. Така конструкція дозволяє в якійсь мірі поєднати високу остійність кільової яхти і малу осадку швертбота.

## Шверці

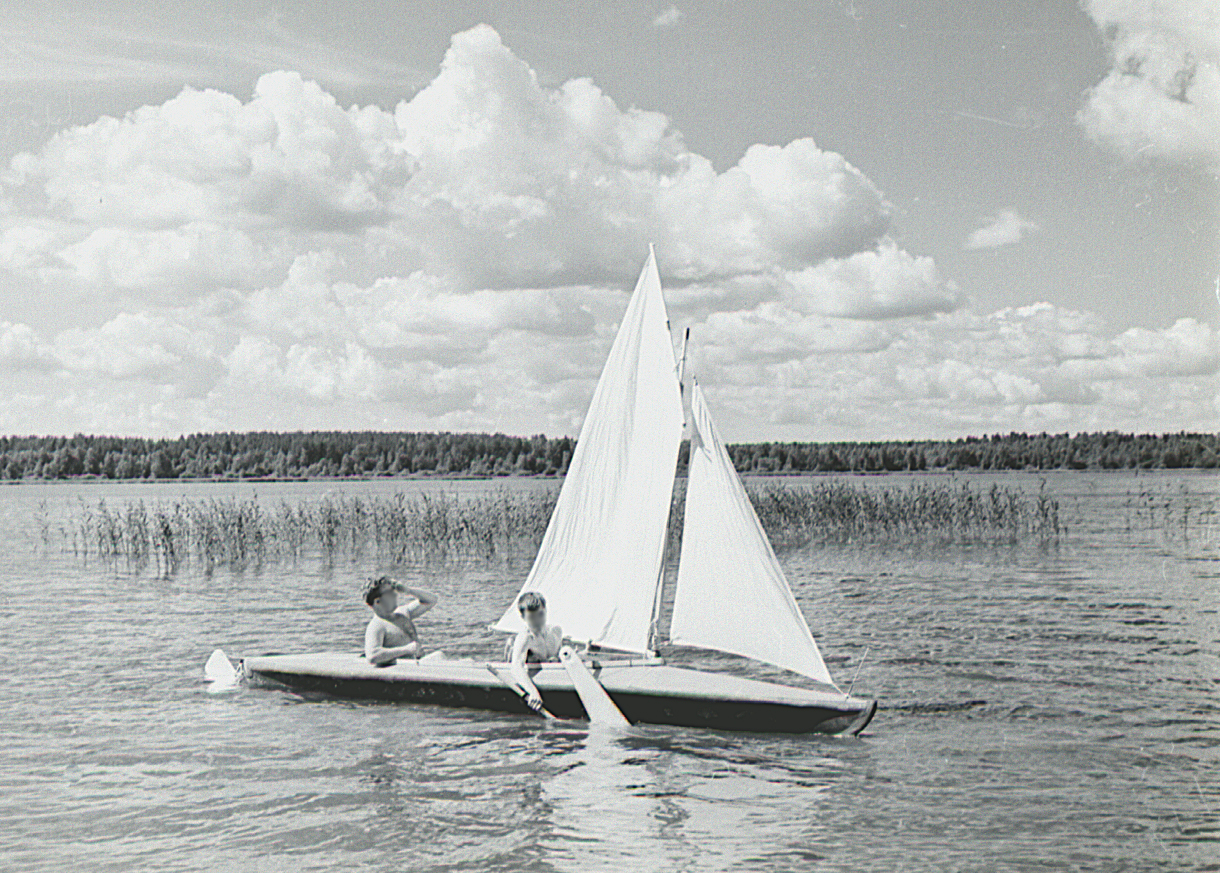
Байдарка «Нептун» під вітрилом і опущеними шверцями, 1970

Шверці — це варіант шверта, при якому поворотні або ті, що опускаються, площини кріпляться з боків корпусу судна. Це простіше в реалізації, оскільки не вимагає влаштування водонепроникного колодязя (тому шверцями оснащувалися ранні голландські судна каботажного плавання). У русі під вітрилом навітряний шверць піднімають.

## Цікаво
- Пара шверців ефективніша, ніж шверт, встановлений в діаметральній площині, адже парна конструкція дозволяє надавати шверту асиметричний профіль, що дає велику підйомну силу в бік протилежного борта. Так як навітряний шверт завжди піднімають, то працює тільки один з них, створюючи зусилля в бік навітряного борту. Однак це не стосується шверців, які перетинають поверхню розділу середовищ (вода-повітря), в районі якої через вертикальні відхилення набігаючого потоку (підсмоктування повітря на опуклій стороні профілю і підвищення рівня води на внутрішній) втрачається значна частина підйомної сили, що призводить до збільшення індуктивного опору (складова частина загального опору, що виникає через збільшення кута атаки, викликаного зменшенням підйомної сили на кінцях крила). Таким чином, шверці, зазвичай вживані замість симетричного шверта на надувних парусних судах з технологічних міркувань, незважаючи на асиметричний профіль, по ефективності не перевершують симетричний шверт, встановлений в ДП корпусу і істотно поступаються асиметричним швертам.
- На відміну від баластного кіля, шверт не збільшує, а зменшує остійність яхти.
- Найбільш швидкохідні сучасні яхти, наприклад яхти класів VOR60, VOR70, оснащені швертом, але не є швертботами, оскільки на додаток до них мають баластний фальшкіль.